# 内山 (地本問屋)
内山（うちやま 生没年不詳）とは江戸時代の江戸にあった地本問屋である。
内山と号して江戸で寛政年間に地本問屋を営業している。喜多川歌麿の錦絵を出版している。

## 作品
- 喜多川歌麿 「松葉屋内八重菊 かつらき」 大判 寛政後期
- 喜多川歌麿 「団扇を持つ女（団扇を持つ美人）」 大判 寛政後期